# Dariq Whitehead
Dariq Miller-Whitehead (Newark, 1 de agosto de 2004) é um jogador norte-americano de basquete profissional que atualmente joga no Brooklyn Nets da National Basketball Association (NBA).
Ele jogou basquete universitário pelo Duke Blue Devils e foi selecionado pelos Nets como a 22º escolha geral no Draft da NBA de 2023.

## Carreira no ensino médio
Whitehead frequentou a Montverde Academy em Montverde, Flórida. Ele ganhou o Prêmio de Jogador do Ano em seu último ano em 2022. Ele foi selecionado para jogar no McDonald's All-American Boys Game de 2022 e foi o MVP com 13 pontos, sete rebotes e sete assistências.

### Recrutamento
Whitehead foi um recruta de cinco estrelas e um dos melhores jogadores da classe de 2022. Em 1º de agosto de 2021, ele se comprometeu a jogar basquete universitário por Duke e rejeitou as ofertas da Florida State, Kansas e da NBA G League.
| Nome | Cidade natal                                                 | Escola                 | Altura             | Peso           | Data                |
| --- | ------------------------------------------------------------ | ---------------------- | ------------------ | -------------- | ------------------- |
| Dariq Whitehead SF | Newark, NJ                                                   | Montverde Academy (FL) | 6 ft 6 in (1.98 m) | 190 lb (86 kg) | 1 de Agosto de 2021 |
| Dariq Whitehead SF | Classificação: Rivals: 247Sports: ESPN: ESPN grade: 94       |                        |                    |                |                     |
| Dariq Whitehead SF | Classificação geral: 247Sports: 3º \| Rivals: 1º \| ESPN: 2º |                        |                    |                |                     |
| - Nota: Em muitos casos, Scout, Rivals, 247Sports e ESPN podem entrar em conflito em suas listas de altura e peso. Nestes casos, a média foi obtida. As notas da ESPN estão em uma escala de 100 pontos. - Fonte: |                                                              |                        |                    |                |                     |

## Carreira universitária
Em 18 de novembro de 2022, Whitehead fez sua estreia por Duke, registrando 6 pontos, 2 rebotes e 2 roubos de bola em 16 minutos vindo do banco, na vitória por 92–58 contra Delaware. Em 6 de dezembro de 2022, Whitehead marcou oito pontos e estabeleceu recordes pessoais com 6 rebotes e 3 assistências em 21 minutos vindo do banco, na vitória por 74–62 sobre Iowa. Em 10 de dezembro de 2022, Whitehead foi titular pela primeira vez na carreira universitária, marcando 15 pontos em 25 minutos de ação na vitória por 82–55 contra a UMES, partida que também marcou a primeira vez na história do programa em que Duke iniciou com cinco calouros como titulares.
Em 7 de janeiro de 2023, Whitehead teve sua melhor partida da carreira com 18 pontos em 33 minutos jogados, igualando seus recordes anteriores de 6 arremessos de quadra convertidos e 4 cestas de três pontos, com aproveitamento de 50% (6 de 12) nos arremessos de quadra e 50% (4 de 8) nas bolas de três, durante a vitória por 65–64 sobre Boston College. Em 18 de fevereiro de 2023, Whitehead acertou quatro cestas de três pontos (4 de 6), igualando seu recorde pessoal, a caminho de 14 pontos, com três assistências e dois roubos de bola (ambos também igualando recordes pessoais), durante a vitória por 77–55 sobre Syracuse — sendo essa sua oitava partida com dígitos duplos em pontuação em um intervalo de 11 jogos.
Em 10 de março de 2023, Whitehead marcou 16 pontos em 19 minutos contra Miami na semifinal do Torneio da ACC. Em 11 de março de 2023, Whitehead registrou quatro roubos de bola vindo do banco na final do Torneio da ACC, na vitória por 59–49 contra Virginia, igualando o maior número de roubos de bola feito por um jogador de Duke em uma partida durante a temporada de 2022–23.
Em dois jogos do Torneio da NCAA, Whitehead teve médias de 10,5 pontos com 61,5% de aproveitamento nos arremessos de quadra e 62,5% nas bolas de três, além de 3,0 rebotes em 28,0 minutos por partida. Ele marcou 13 pontos em 23 minutos vindo do banco na vitória de Duke sobre Oral Roberts no Torneio da NCAA. Atuou por 33 minutos — igualando seu recorde pessoal — na derrota da segunda rodada contra Tennessee, somando oito pontos, dois rebotes e dois tocos (igualando seu recorde).

## Carreira profissional

### Brooklyn / Long Island Nets (2023–Presente)
O Brooklyn Nets selecionou Whitehead como a 22ª escolha geral do Draft da NBA de 2023, e em 10 de julho de 2023, ele assinou um contrato de 4 anos e US$14 milhões com a equipe. Ao longo de suas temporadas de calouro e segundo-anista, foi várias vezes designado para atuar pelo Long Island Nets da G-League.

## Estatísticas da carreira

### NBA

#### Temporada regular
| Ano      | Equipe   | PJ | PT | MPJ  | AP   | 3P   | LL   | RT  | AS  | BR | TO | PPJ |
| -------- | -------- | -- | -- | ---- | ---- | ---- | ---- | --- | --- | -- | -- | --- |
| 2023–24  | Brooklyn | 2  | 0  | 12.0 | .200 | .000 | .500 | 2.0 | 1.5 | .0 | .5 | 1.5 |
| 2024–25  | Brooklyn | 20 | 0  | 12.3 | .406 | .446 | .600 | 1.5 | .6  | .3 | .8 | 5.7 |
| Carreira | Carreira | 22 | 0  | 12.1 | .303 | .223 | .550 | 1.7 | 1.0 | .1 | .6 | 3.6 |

### Universitário
| Ano     | Equipe | PJ | PT | MPJ  | AP   | 3P   | LL   | RT  | AS  | BR | TO | PPJ |
| ------- | ------ | -- | -- | ---- | ---- | ---- | ---- | --- | --- | -- | -- | --- |
| 2022–23 | Duke   | 26 | 6  | 20.1 | .408 | .411 | .885 | 2.4 | 1.0 | .8 | .2 | 8.3 |

## Vida pessoal
Seu irmão, Tahir, jogou na National Football League (NFL).